# Дарко Остојић
Дарко Остојић, познатији као Оги (Сарајево, 23. март 1965) је југословенски и босанскохерцеговачки музичар и глумац. Истакао се улогама Минке и Цанета Пребранца у серији Топ листа надреалиста. Такође, био је члан гаражног рок бенда Забрањено пушење током осамдесетих година. Улоге на телевизији остварио је и у серијама Сложна браћа и Надреалити шоу.

## Биографија
Остојић је рођен у Сарајеву где је завршио основну школу и гимназију. Његов отац био је виолиниста Каменко Остојић, а мајка Лаура пројектант у дрвној индустрији. Његов млађи брат Дејан гитариста је сарајевских рок бендова Лету штуке и Скроз.

## Каријера
Године 1980. Остојић је заједно са пријатељем Дадом Џиханом основао рок бенд под називом Нирвана, који је касније променио име у Циклон. Године 1987. обојица су се придружили гаражном рок саставу Забрањено пушење. Остојић је наступао на два албума бенда током осамдесетих година : Поздрав из земље Сафари (1987) и Мале приче о великој љубави (1989). Године 1990. бенд је расформиран.
У породичној серији ТВ Сарајево под називом Трагом птице додо (1988) Остојић је био у улози члана банде. Наредне године појавио се у другој сезони серије Топ листа надреалиста. Остојић је свирао контрабас за Сарајевску филхармонију, за коју је наступао од 1996. до 2002. године.

## Дискографија

### Забрањено пушење
- Поздрав из земље Сафари (1987)
- Мале приче о великој љубави (1989)